# Tarsi Aguado
Tarsicio Aguado Arriazu (Murchante, 16 de octubre de 1994), conocido deportivamente como Tarsi, es un futbolista español que juega como centrocampista en el Agrupación Deportiva Alcorcón de la Primera Federación.

## Trayectoria
Aunque nacido en Tudela, es natural de Murchante. Su padre, Tarsi Aguado Simón, también fue futbolista. Empezó a jugar al fútbol en la cantera de la Gramenet, mientras su padre jugaba en el primer equipo. Tarsi hijo pasaría posteriormente por las canteras del Espanyol, Badalona, y Real Zaragoza al que llegó en 2012 para incorporarse a su filial.
Debutó como profesional con el Real Zaragoza en Primera División en la temporada 2012-13, el 20 de enero de 2013 durante el encuentro contra el Real Valladolid en el Estadio José Zorrilla (2-1) sustituyendo en el minuto 27 a Apoño. Esa temporada disputó 32 partidos con el filial maño en Segunda División B. Desafortunadamente, ambos equipos perdieron la categoría. En la temporada 2013-14 disputó 10 partidos con el Real Zaragoza, además de conseguir el ascenso a Segunda División B con el filial. En la temporada 2014-15 disputó 21 partidos con el filial maño en Segunda División B, aunque volvió a perder la categoría y no participó en ningún partido con el primer equipo. En la temporada 2015-16 disputó 6 partidos con el Real Zaragoza y 35 con el filial, que finalmente no pudo conseguir el ascenso a la categoría de bronce.
El 12 de julio de 2016, tras no renovar su contrato con el Real Zaragoza, firmó por el Bilbao Athletic por dos temporadas. Se convirtió en el segundo fichaje del filial tras el de Iker Hernández. Su primera temporada en el filial rojiblanco fue sobresaliente bajo las órdenes de Ziganda al disputar 32 partidos, 29 de ellos como titular. En la segunda temporada, con Gaizka Garitano, siguió siendo una pieza clave en el centro del campo al disputar 36 encuentros. A final de campaña, el club vasco anunció que no contaría con el centrocampista navarro de cara a la siguiente temporada.
En octubre de 2018 se hizo oficial su llegada a la Agrupación Deportiva San Juan, de San Juan de Mozarrifar, barrio rural de Zaragoza, firmando un contrato hasta el 31 de diciembre. El 1 de enero de 2019 se hizo oficial la incorporación de Tarsi a la Real Balompédica Linense de Segunda B. Seis meses más tarde firmó por el Real Oviedo Vetusta, filial del cuadro carbayón.
En julio de 2020 se incorporó al C. D. Calahorra, también en Segunda B. En el cuadro calagurritano se convirtió en un fijo en las alineaciones. De hecho, en su segunda temporada en el club en la nueva Primera División RFEF, disputó 37 partidos completos.
El 24 de junio de 2022 firmó con la CyD Leonesa de Primera RFEF.
El 16 de agosto de 2023, firma por el Miedź Legnica de la I Liga de Polonia, segunda categoría del fútbol polaco.

## Clubes
| Club                          | País    | Año       |
| ----------------------------- | ------- | --------- |
| Deportivo Aragón              | España  | 2012-2016 |
| Bilbao Athletic               | España  | 2016-2018 |
| A. D. San Juan                | España  | 2018      |
| Balompédica Linense           | España  | 2019      |
| Oviedo Vetusta                | España  | 2019-2020 |
| C. D. Calahorra               | España  | 2020-2022 |
| Cultural y Deportiva Leonesa  | España  | 2022-2023 |
| Miedź Legnica                 | Polonia | 2023-2024 |
| Club Deportivo Arenteiro      | España  | 2024-2025 |
| Agrupación Deportiva Alcorcón | España  | 2025-act. |